# Patrulla
Una patrulla és una unitat militar operativa, no administrativa, formada per l'agrupació de 4 esquadres o 2 escamots totalitzant uns 10-30 homes.

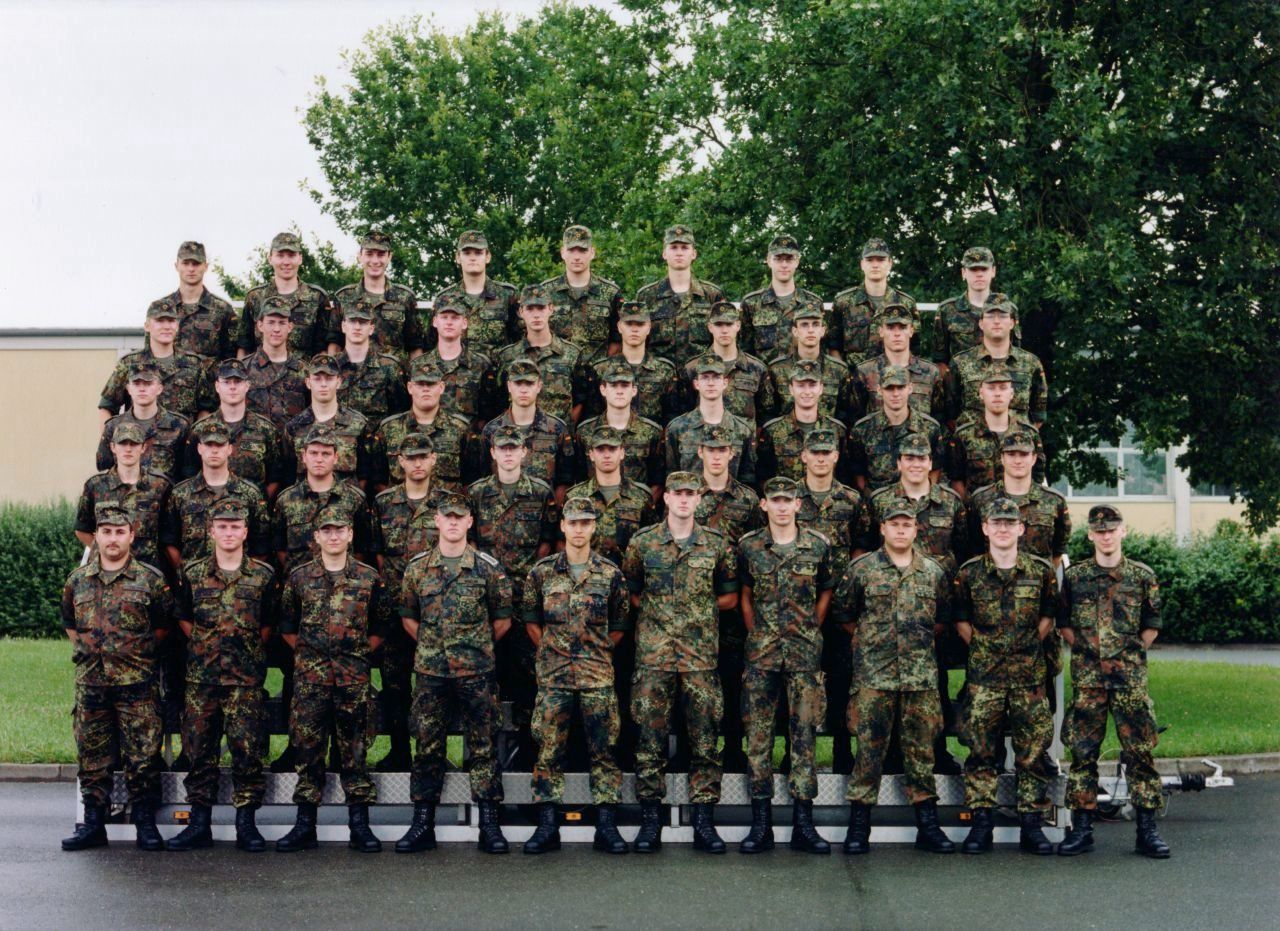
Patrulla de l'exèrcit alemany Bundeswehr